# Joaquín Balaguer
Joaquín Antonio Balaguer Ricardo (1. září 1906 – 14. července 2002, Santo Domingo) byl dominikánský politik a spisovatel, prezident Dominikánské republiky v letech 1960–1962, 1966–1978, a 1986–1996.
Balaguer byl rozporuplná a polarizující osobnost, ve své vlasti některými nenáviděný, jinými milovaný. Byl velmi vzdělaný a sečtělý, vystudovaný právník a kromě své politické kariéry i prolifický spisovatel. V prvních letech své vlády zaváděl politické reformy a soustředil se na ekonomický rozvoj země.
V době vlády předchozího prezidenta Rafaela Trujilla však získal pověst tajemné, neproniknutelné osobnosti, ale i touhu po moci za každou cenu, včetně falšovaných voleb či státního terorizmu, což mu vyneslo přezdívku caudillo (kápo). Jeho pozdější režim se vyznačoval terorem, během nějž bylo mučeno, zabito, či zmizelo více než 11 000 obětí. Mezinárodní komunita odsoudila Balaguerovu vládu za vykořisťování haitských dělníků na plantážích cukrové třtiny, na nichž v otrockých podmínkách, pod dohledem ozbrojených stráží, pracovalo přes 50 000 Haiťanů.

## Vyznamenání
- velkokříž Řádu Alfonse X. Moudrého – Španělsko, 1. dubna 1953 – udělil Francisco Franco[5]
- velkokříž Řádu Isabely Katolické – Španělsko, 18. července 1960 – udělil Francisco Franco[6]
- velkokříž s řetězem Řádu Isabely Katolické – Španělsko, 29. května 1976 – udělil Juan Carlos I.[7]